# 彈藥庫
弹药库是專門存放彈藥和爆炸物的设施。彈藥和爆炸物由於非常危险，所以在弹药的包装和搬運过程中可能会发生事故。处理这些危险爆炸物时要格外小心，以免伤害到附近的人员或引燃周圍的弹药。尽管人們采取了不少预防措施，但世界各地的弹药库仍會發生非战斗性火灾和爆炸。虽然这种情况很少发生，但一旦发生，就会带来毁灭性的后果。如果彈藥庫內存放的是重型炮彈，则受影响的整个仓库通常都會被夷为平地。 